# Солдат Победы
«Солдат Победы» (пол. Żołnierz Zwycięstwa) — польский художественный фильм 1953 г. (премьера прошла 5 августа 1953 года). Биографический фильм, посвящённый генералу Каролю «Вальтеру» Сверчевскому. Лента показывает биографию генерала Сверчевского в связке с важнейшими событиями в жизни Польши и Европы.
В первой части показаны первые сорок лет его жизни — от революции 1905 года до поражения гитлеровских войск под Москвой (Первая мировая война, Октябрьская революция, Гражданская война в Испании, события в межвоенной Польше).
Во второй части показаны последние годы жизни — создание 2-й армии Народного Войска Польского, переход Буга и освобождение Варшавы, сражение под Будзишеном, смерть генерала Сверчевского в ходе борьбы с подразделениями Украинской повстанческой армии (УПА).
Сценарий: Ванда Якубовска, режиссёр: Ванда Якубовска. Производитель: Wytwórnia Filmów Fabularnych (Łódź). На фильм было продано 5.4 млн. билетов, большую часть купила армия и милиция.

## В ролях
| Актёр                    | Роль                                 |
| ------------------------ | ------------------------------------ |
| Юзеф Вышомирский         | генерал Кароль «Вальтер» Сверчевский |
| Кароль Варгин            | Кароль Сверчевский в детстве         |
| Яцек Вощерович           | В. И. Ленин                          |
| Казимеж Вилямовский      | И. В. Сталин                         |
| Густав Холоубек          | Ф. Э. Дзержинский                    |
| Рафал Каетанович         | генерал К. К. Рокоссовский           |
| Ежи Петрашкевич          | генерал Н. И. Гусев                  |
| Петер Маркс              | генерал Ханс Эрмлер                  |
| Станислав Зеленский      | генерал Хуан Гонсалес                |
| Владислав Ханьча         | генерал Янчар                        |
| Ян Цецерский             | генерал                              |
| Тадеуш Янчар             | солдат Франек                        |
| Юзеф Пара                | испанский солдат                     |
| Вацлав Ковальский        | испанский солдат                     |
| Станислав Ясюкевич       | советский солдат                     |
| Владислав Красновецкий   | солдат                               |
| Казимеж Вихняж           | русский раздающий оружие             |
| Антонина Гордон-Гурецкая | рабочая                              |
| Богдан Баэр              | караульный в фабрике                 |
| Анджей Богуцкий          | барон фон Баллен                     |
| Богдан Невиновский       | шофёр генерала Сверчевского          |
| Барбара Драпинская       | Валя Павловская                      |
| Юзеф Козловский          | Болеслав Берут                       |
| Мариан Выржиковский      | Мариан Спыхальский                   |
| Артур Млодницкий         | Юзеф Бек                             |
| Адам Циприан             | Франсиско Франко                     |
| Мечислав Башевский       | Адольф Гитлер (в титрах не указан)   |

## Награды
- Ванда Якубовская (режиссёр и автор сценария) - Государственная премия (пол. Nagroda Państwowa) 1 степени
- Станислав Воль (оператор фильма) - Государственная премия 1 степени
- Юзеф Вышомирский (исполнитель главной роли) - Государственная премия 2 степени
- Барбара Драпинская (исп. роли Валы, дочери Стефана Павловского) - Государственная премия 2 степени[1]